# Vercorin

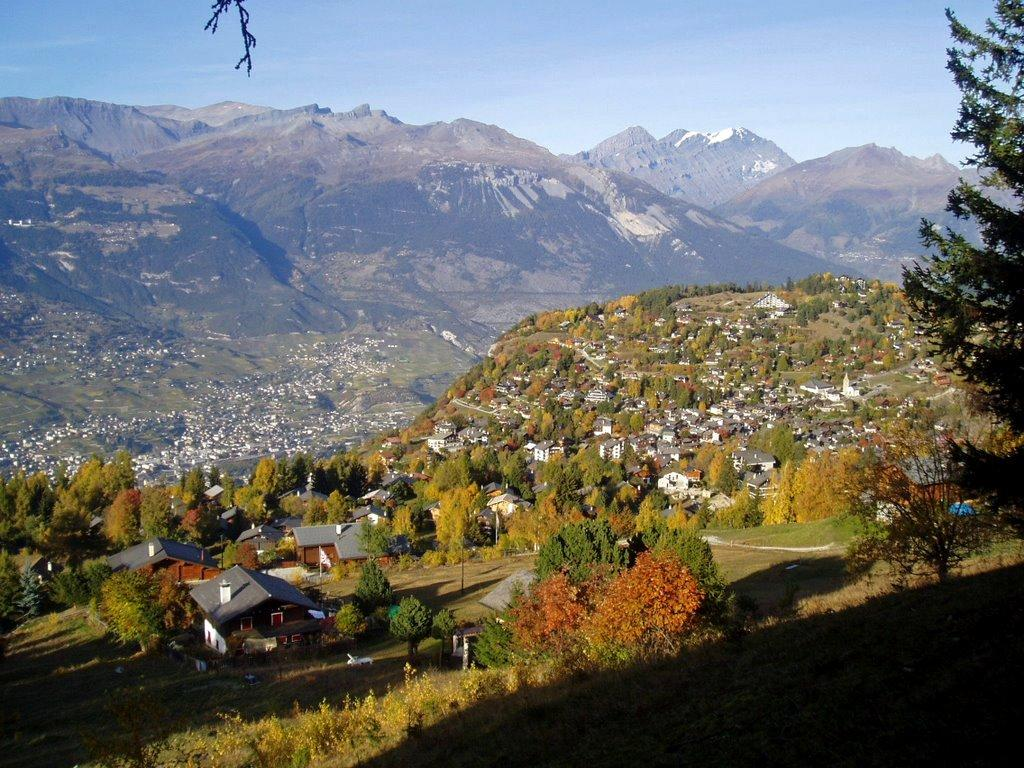
Vercorin gezien vanaf het skistation in 2008

Vercorin is een dorpje in de Zwitserse Alpen in het kanton Wallis. Het oorspronkelijke bergdorp ligt op 1300 meter boven de zeespiegel. Het bestaat vooral uit kleine huisjes, oude graanschuren en chalets.

## Recreatie
- In de winter is Vercorin ook een skigebied. De kabelbaan brengt de skiërs naar boven op Crêt-du-Midi (2332 meter), waar acht skiliften, 35 kilometer pistes en een snowpark met halfpipe ligt, er zijn ook diepsneeuwpistes, rodelpistes, winterwandelpaden en langlaufloipes aanwezig.
- Er kan in de zomer over meer dan 250 kilometer wandelpaden worden gewandeld. Er is ook een avonturenbos met hangbruggen en touwladders.
- Voor mountainbikers is er in de omgeving van Vercorin zo'n 170 kilometer aan trajecten.

## Belangrijke evenementen
- Vercojazz-Jazz festival (Juli)
- Internationaal festival van de vliegers+vliegeratelier op Crêt Du Midi (Juli)
- Alpabzug (terugtocht van de koeien naar het dal) (September)